# CDV3
CDV3 (англ. CDV3 homolog) – білок, який кодується однойменним геном, розташованим у людей на 3-й хромосомі. Довжина поліпептидного ланцюга білка становить 258 амінокислот, а молекулярна маса — 27 335.
| 10         |  | 20         |  | 30         |  | 40         |  | 50         |
| ---------- |  | ---------- |  | ---------- |  | ---------- |  | ---------- |
| MAETEERSLD |  | NFFAKRDKKK |  | KKERSNRAAS |  | AAGAAGSAGG |  | SSGAAGAAGG |
| GAGAGTRPGD |  | GGTASAGAAG |  | PGAATKAVTK |  | DEDEWKELEQ |  | KEVDYSGLRV |
| QAMQISSEKE |  | EDDNEKRQDP |  | GDNWEEGGGG |  | GGGMEKSSGP |  | WNKTAPVQAP |
| PAPVIVTETP |  | EPAMTSGVYR |  | PPGARLTTTR |  | KTPQGPPEIY |  | SDTQFPSLQS |
| TAKHVESRKD |  | KEMEKSFEVV |  | RHKNRGRDEV |  | SKNQALKLQL |  | DNQYAVLENQ |
| KSSHSQYN   |  |            |  |            |  |            |  |            |

A: Аланін

D: Аспарагінова кислота

E: Глутамінова кислота

F: Фенілаланін

G: Гліцин

H: Гістидин

I: Ізолейцин

K: Лізин

L: Лейцин

M: Метіонін

N: Аспарагін

P: Пролін

Q: Глутамін

R: Аргінін

S: Серин

T: Треонін

V: Валін

W: Триптофан

Кодований геном білок за функцією належить до фосфопротеїнів. 
Задіяний у таких біологічних процесах, як ацетилювання, альтернативний сплайсинг. 
Локалізований у цитоплазмі.